# Acoblament quàntic

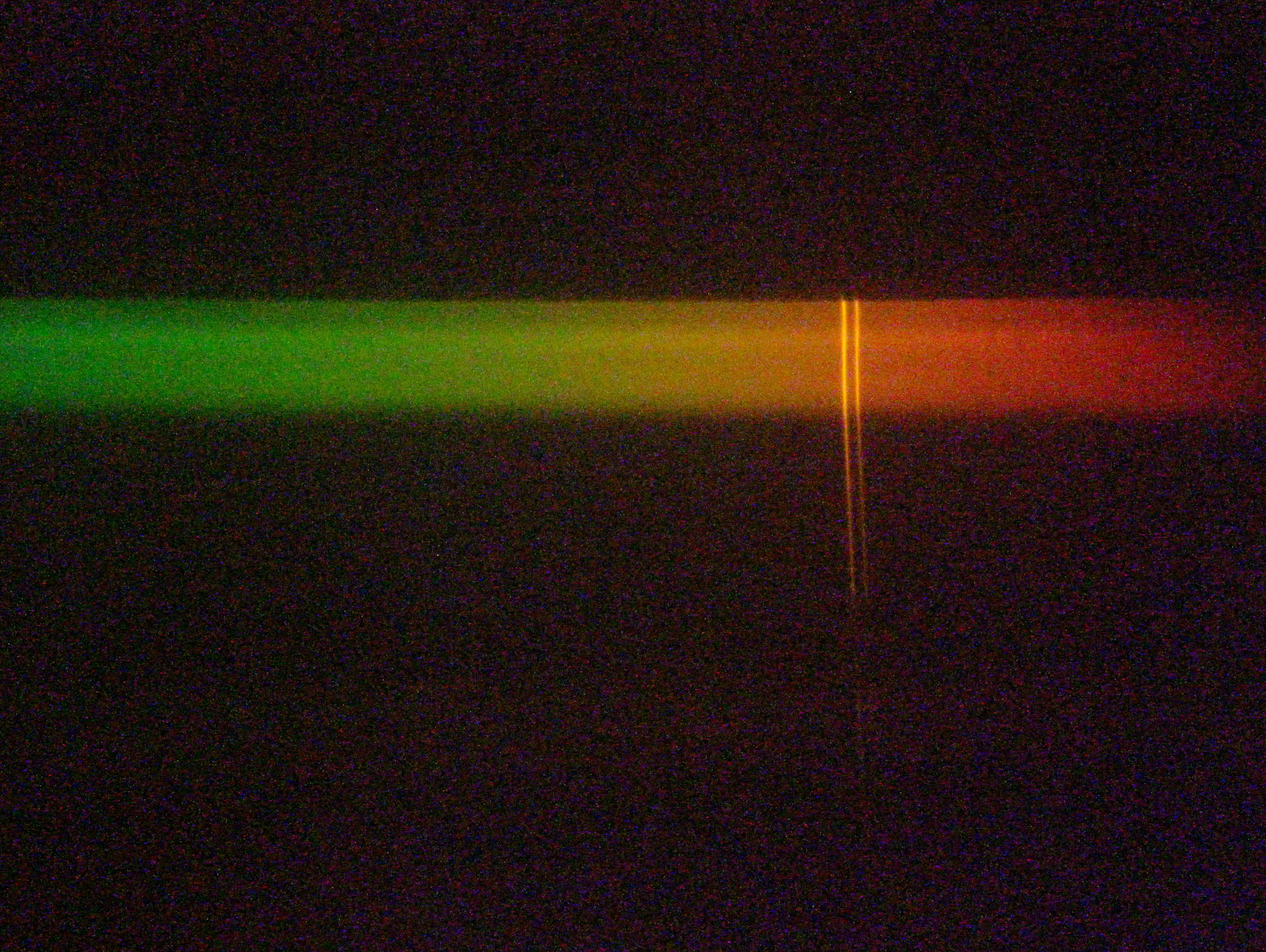
Acoblament d'òrbita d'espín mecànic quàntic en una flama d'espelma. L'espectre que es mostra en aquesta imatge consisteix en dues línies d'emissió grogues discretes sobre un ampli espectre continu de colors. L'espectre continu s'origina a la part superior de la flama d'una espelma de cera, que s'aproxima a una emissió de cos negre. Les línies discretes provenen dels àtoms de sodi excitats (enllaç de sodi i clor trencat i els àtoms s'exciten a estats d'energia superiors per l'energia calorífica de l'espelma) d'una sal de cuina, a mesura que es relaxen a l'estat fonamental emetent longituds d'ona discretes de llum a ~589 nm i 589,6 nm.Durant diversos anys, l'existència d'aquests doblets, dues línies properes en lloc d'una línia discreta en molts espectres d'àtoms alcalins, va ser un misteri, ja que la mecànica quàntica tradicional no va poder explicar aquesta observació. Investigacions posteriors (com l'experiment de Stern-Galrach) van confirmar que aquesta divisió és causada pel fet que l'electró, juntament amb una partícula carregada, també és un petit imant. El camp magnètic intrínsec de l'electró interactua amb el camp magnètic orbital produït pel moviment dels electrons al voltant del nucli atòmic, resultant en la divisió dels nivells d'energia. Això també es coneix com a acoblament espín-òrbita, ja que en mecànica quàntica, la propietat magnètica de l'electró es coneix com a "espín". L'espín només pot tenir dos valors discrets +1/2 i -1/2.

L'acoblament quàntic és un efecte en mecànica quàntica en què dos o més sistemes quàntics estan lligats de manera que un canvi en un dels estats quàntics d'un dels sistemes provocarà un canvi instantani en tots els sistemes lligats. És un estat similar a l'entrellaçament quàntic, però mentre que l'entrellaçament quàntic pot tenir lloc a llargues distàncies, l'acoblament quàntic està restringit a escales quàntiques.
En el futur, els ordinadors quàntics podrien simular ràpidament nous materials o ajudar els científics a desenvolupar models d'aprenentatge automàtic més ràpids, obrint la porta a moltes noves possibilitats.
Però aquestes aplicacions només seran possibles si els ordinadors quàntics poden realitzar operacions extremadament ràpidament, de manera que els científics puguin fer mesures i correccions abans que les taxes d'error compostes redueixin la seva precisió i fiabilitat.
L'eficiència d'aquest procés de mesura, conegut com a lectura, depèn de la força de l'acoblament entre els fotons, que són partícules de llum que transporten informació quàntica, i els àtoms artificials, unitats de matèria que sovint s'utilitzen per emmagatzemar informació en un ordinador quàntic.